# Disegni per la Divina Commedia (Botticelli)

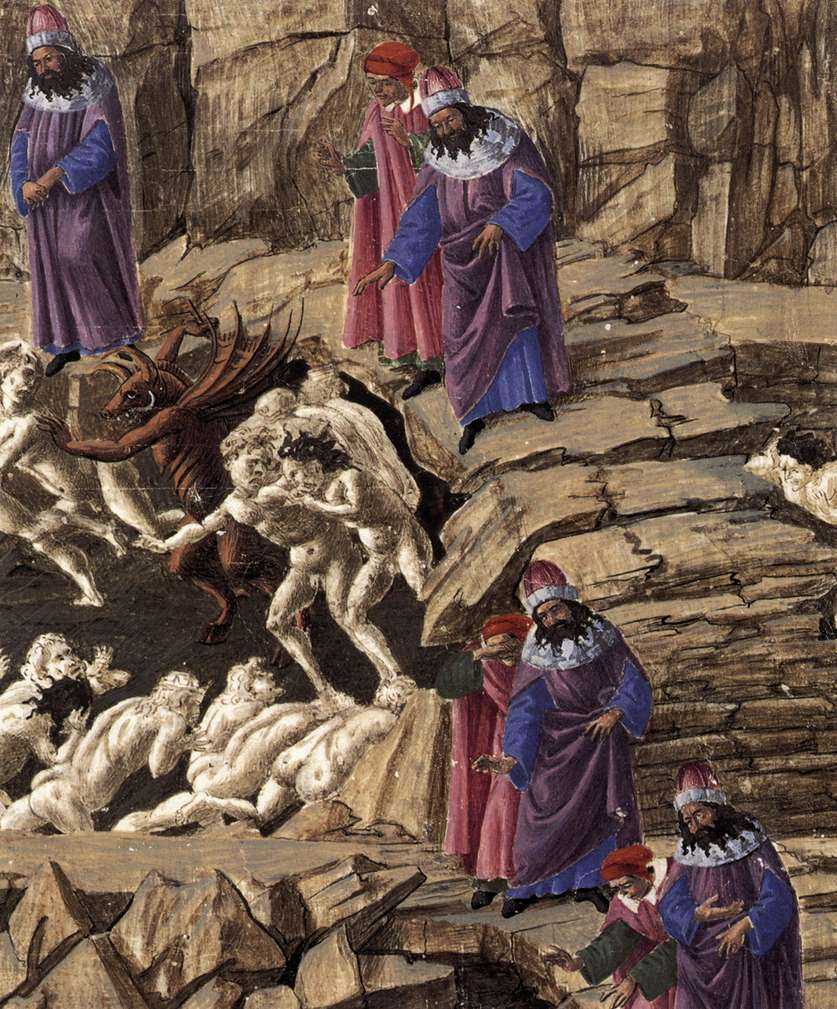
Sandro Botticelli - La voragine infernale (Vaticano) part.

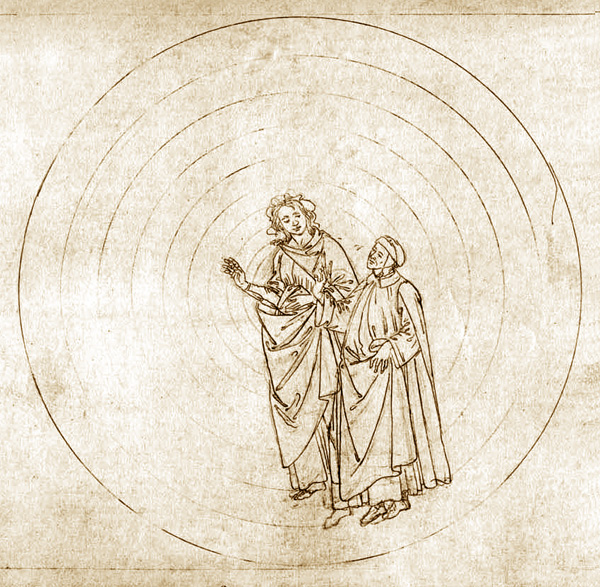
Sandro Botticelli - Paradiso, IX (Berlino)

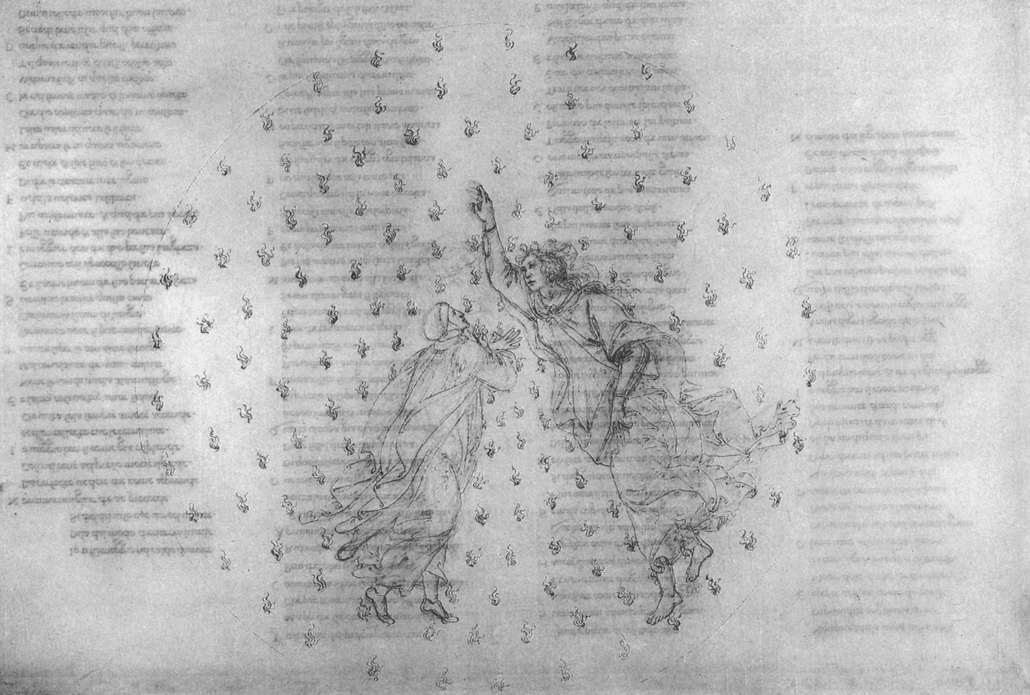
Sandro Botticelli - Paradiso, VI (Berlino)

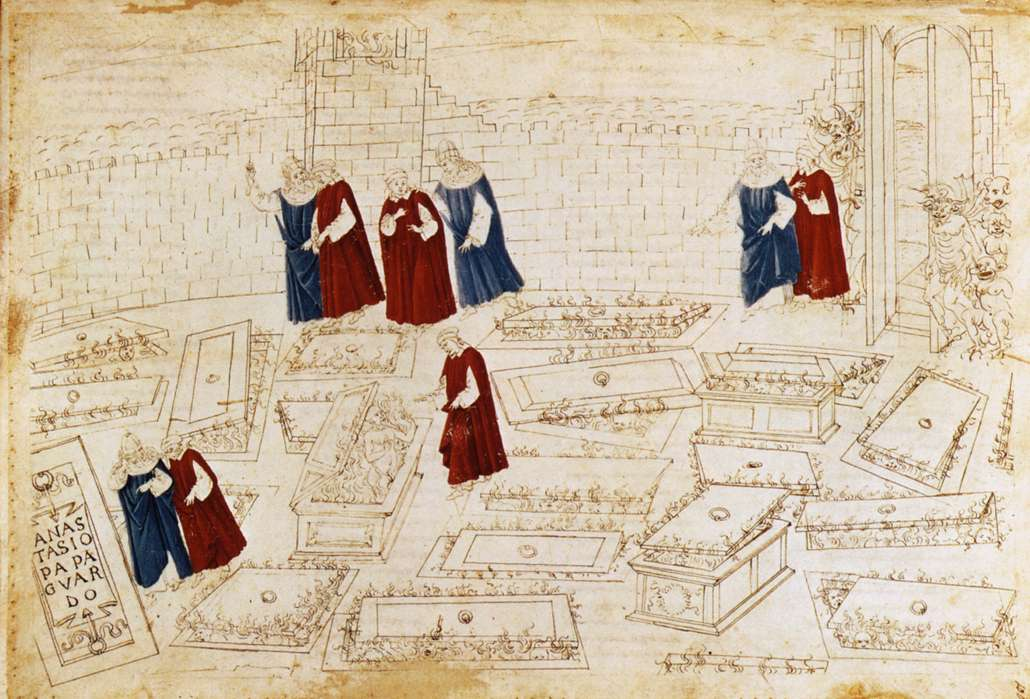
Sandro Botticelli - Inferno, X (Vaticano)

100 disegni danteschi su pergamena furono commissionati a Sandro Botticelli, tra il 1480 e il 1495, da Lorenzo di Pierfrancesco de' Medici, detto il Popolano, cugino di secondo grado di Lorenzo il Magnifico. Per lui, Botticelli realizzò due tra le sue opere più famose: Pallade che doma il centauro e la  Primavera, dipinti oggi conservati agli Uffizi. I Disegni per la Divina Commedia conosciuti sono 92. L'unico completato è quello che introduce i Canti dell'Inferno, cioè La voragine infernale.
La Divina Commedia Illustrata di Botticelli è un manoscritto della Divina Commedia di Dante, illustrato da 92 quadri a tutta pagina di Sandro Botticelli che sono considerati capolavori e tra le migliori opere del pittore rinascimentale. Il manoscritto alla fine scomparve e la maggior parte di esso fu riscoperta alla fine del XIX secolo, essendo stato rilevato nella collezione del duca di Hamilton da Gustav Friedrich Waagen, con alcune altre pagine trovate nella Biblioteca Vaticana. Botticelli aveva precedentemente prodotto disegni, ora perduti, da trasformare in incisioni per un'edizione stampata, anche se furono illustrati solo i primi diciannove dei cento canti.
Nel 1882 la parte principale del manoscritto fu aggiunta alla collezione del Kupferstichkabinett Berlin (Museo delle stampe e dei disegni) quando il direttore Friedrich Lippmann acquistò 85 dei disegni di Botticelli. Lippmann si era mosso rapidamente e silenziosamente, e quando la vendita fu annunciata ci fu una notevole protesta nella stampa britannica e nel Parlamento. Poco dopo, è stato rivelato che altri otto disegni dello stesso manoscritto erano nella Biblioteca Vaticana. I disegni rilegati erano stati nella collezione della regina Cristina di Svezia e dopo la sua morte a Roma nel 1689, erano stati acquistati da papa Alessandro VIII per la collezione vaticana. Il tempo di separazione di questi disegni è sconosciuto. La Mappa dell'Inferno è nella collezione del Vaticano.

L'esatta disposizione del testo e delle illustrazioni non è nota, ma una disposizione verticale - posizionando la pagina dell'illustrazione in cima alla pagina di testo - è concordata dagli studiosi come un modo più efficiente per combinare le coppie testo-illustrazione. Un volume progettato per aprirsi verticalmente sarebbe di circa 47 cm di larghezza per 64 cm di altezza, e incorporerebbe sia il testo che l'illustrazione per ogni canto su una singola pagina.

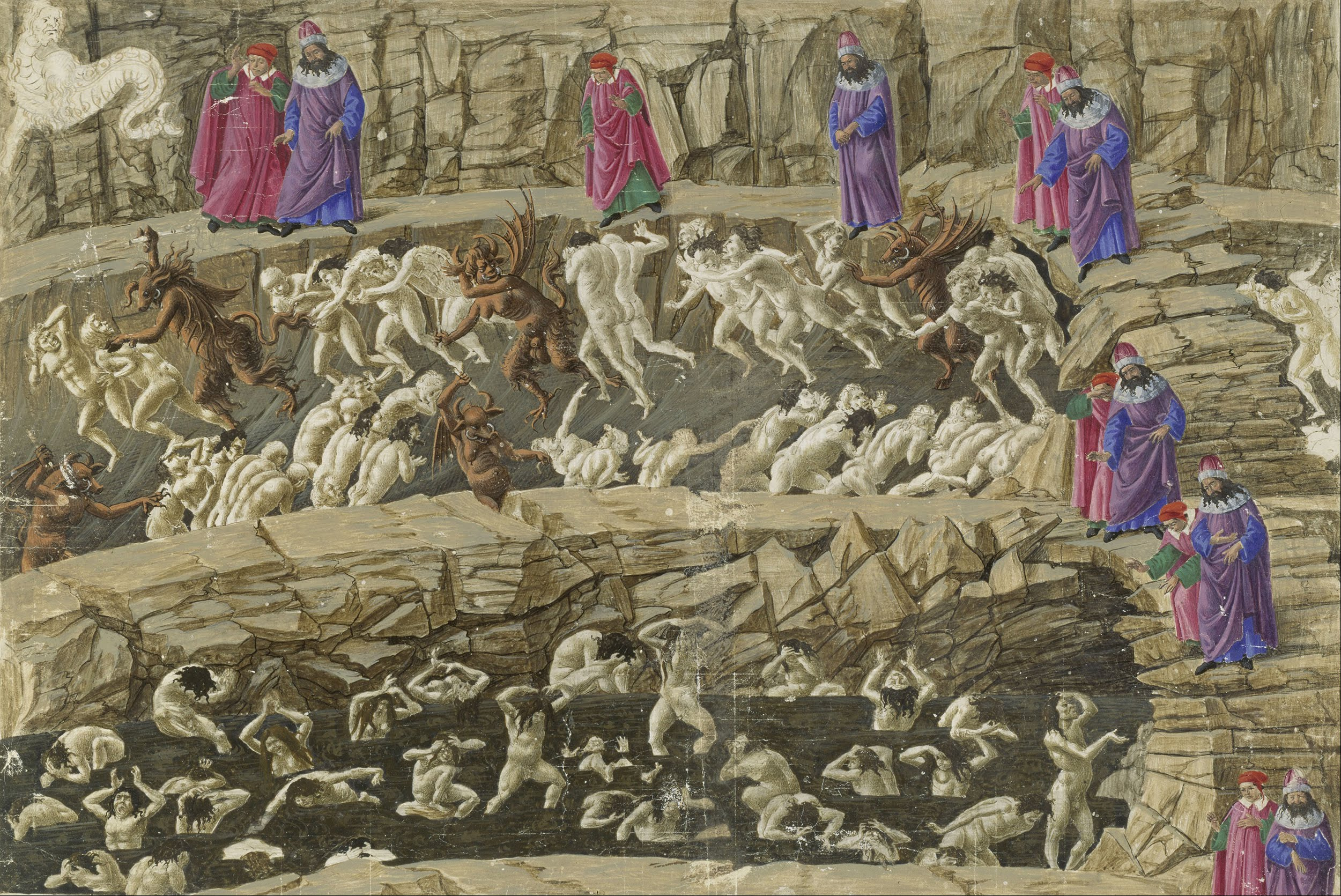
Sandro Botticelli - La voragine infernale (Vaticano) part.

## Descrizione e storia
La serie dantesca di Botticelli è stata smembrata in due gruppi: 85 pergamene sono nel nuovo Kupferstichkabinett, che ha riunito le raccolte dei due Musei statali di Berlino; 7 pergamene (con 8 tavole) - acquistate da Alessandro VIII nel 1669 e provenienti dalla collezione della regina Cristina di Svezia - sono alla Biblioteca Apostolica Vaticana.
In un manoscritto anonimo, conservato a Firenze e datato 1540, si ricorda che Lorenzo di Pierfrancesco de' Medici aveva commissionato un ricco manoscritto della Divina Commedia, incaricando il copista Niccolò Mangona di scriverne il testo e a Sandro Botticelli di realizzarne le illustrazioni, una per ogni Canto, oltre alla prima con lo spaccato dell'Inferno.
Per completare il corpus dei 100 disegni per i canti della Commedia, mancano 8 tavole dell'Inferno, considerate perdute (II-III-IV-V-VI-VII, XI, XIV) e le tavole per due canti del Paradiso (XXXI e XXXIII), che forse non furono mai realizzate. Tra le 92 tavole a noi giunte ci sono La voragine infernale (o Pianta dell'Inferno) e Inferno Canto I - tavole che sono state disegnate rispettivamente sul recto e sul verso di uno stesso foglio di pergamena- e Il grande Satana che occupa invece un foglio doppio. La pergamena del Canto X dell'Inferno presenta un principio di colorazione nelle vesti dei personaggi, mentre le pergamene dei Canti XXXI e XXXIII del Paradiso sono rimaste totalmente prive d'illustrazione.
I fogli, di pergamena di pecora, misurano circa 32,5 cm di altezza e 47,5 cm di larghezza; ma il Grande Satana misura 46,8x63,5 cm. Ad eccezione de La voragine infernale, le illustrazioni sono state dipinte sul lato interno e liscio della pelle; mentre il testo era sul lato esterno e poroso, detto il fiore. L'illustrazione per il XVIII Canto dell'Inferno è colorata a tempera.
Botticelli si è servito di diversi strumenti: per le linee basilari della composizione ha utilizzato lo stilo d'argento con piombo; per precisare i contorni li ha poi ripassati a penna e inchiostro ocra, o oro, o nero. Pochi disegni sono stati da lui completati ed interamente oppure parzialmente colorati. L'unico completo è La voragine infernale che apre la serie. È una suggestiva rappresentazione globale dell'Inferno dantesco: un grande imbuto, con qualche elemento architettonico e con figure miniaturizzate, una summa quindi, sintetica ma completa, delle successive scene dell'Inferno. L'intera opera rappresenta un continuum narrativo, una sequenza del viaggio letterario, didattico, morale, filosofico. 
Ha scritto Bernard Berenson: «Sarebbe assurdo pretendere che puri contorni, come si hanno nei disegni del Botticelli, rendano l'intera gamma di sensazioni, di passioni, di emozioni, che si succedono rapidamente nei versi di Dante. Sarebbe come voler rendere la Nona Sinfonia di Beethoven o il Dies Irae di Berlioz usando come solo strumento il corno da caccia.» Per Berenson, Botticelli non era l'artista adatto ad illustrare la Divina Commedia, ad interpretare la forza espressiva, la drammaticità di Dante: «Nella sua mano la linea acquista una purezza alata, che nell'universo sensibile trova riscontro solo in alcune estatiche note di violino, o nei timbri più cristallini di una melodica voce di soprano. Riducendosi a ciò che offriva, o non offriva, spunti a rapsodie di linee pure, alate, il mondo del Botticelli era dei più semplici: nella Commedia egli vide un tema adatto alla sua arte, interpretandolo alla luce di quest'unica, semplice esigenza.»

## Tecnica
Ogni pagina è stata disegnata prima con uno stilo in metallo, lasciando linee che sono molto deboli. Ci sono numerosi cambiamenti evidenti, che sono facili da fare con questa tecnica. La fase successiva è stata quella di ritracciare queste linee con una penna con inchiostro nero o marrone. La maggior parte delle pagine non sono state continuate oltre queste fasi, che spesso si vedono insieme su una stessa pagina, oppure solo con alcune aree inchiostrate. Altre pagine non sono mai state inchiostate. Solo quattro pagine hanno ricevuto completamente la fase finale della colorazione in tempera, anche altre sono parzialmente colorate, ma solamente le figure principali. È stato sostenuto che Botticelli, o il suo mecenate, arrivò a preferire i disegni non colorati, e lasciò deliberatamente il resto incompleto, ma questo non è accettato dalla maggior parte degli studiosi.

## Struttura ed innovazioni
L'illustrazione per il canto XV fa parte del terzo girone dell'Inferno, raffigurante la punizione di coloro che hanno agito violentemente contro Dio, la natura e l'arte.
I manoscritti di Botticelli incorporano diverse innovazioni nel modo in cui il testo e le immagini sono presentati nel volume. In altri manoscritti illustrati simili dell'Inferno di Dante, sono state utilizzate illustrazioni multiple per rappresentare gli eventi descritti in un canto. Inoltre, la maggior parte dello spazio in una pagina è stato dato all'illustrazione e al commento associato, mentre la parte del testo era più piccola in confronto. Pertanto, un singolo canto si è distribuito su più pagine. La disposizione del testo e dell'illustrazione di Botticelli innova presentando il testo su una singola pagina in quattro colonne verticali.
Inoltre, a differenza di opere simili, il manoscritto di Botticelli utilizza solo una singola illustrazione per canto, che occupava un'intera pagina, presentando una rappresentazione unificata della sequenza di eventi di un canto in un formato verticale. In questo modo, i lettori sanno che quando avanzano su una nuova pagina, entrano nella sequenza tematica di un nuovo canto. Il testo di ogni canto, da sinistra a destra, corrisponde, in misura elevata alla rappresentazione pittorica mentre il lettore visualizza l'illustrazione dall'angolo in alto a sinistra e poi procede verso il basso. Questo riflette la struttura verticale della discesa dei due poeti attraverso i nove cerchi dell'Inferno. Le due illustrazioni aggiuntive della Mappa dell'Inferno e di Lucifero si trovano al di fuori di questa struttura canto-testo, fornendo così un elemento di continuità che unifica l'opera. Il secondo disegno di Lucifero di Botticellif dall'Inferno XXXIV Si estende su due pagine e si trova al di fuori della struttura dell'illustrazione del testo, unificando la narrazione della serie. Illustra anche la storia completa di Inferno canto XXXIV e mostra la posizione geografica di Lucifero all'Inferno.
Botticelli rende verticalmente i piani di terra delle illustrazioni del secondo e del terzo girone di Inferno. Anche se le illustrazioni per i primi tre girone raffigurano immagini diverse, la prospettiva verticale le collega in un'unica unità. Il terzo girone è costituito dalle illustrazioni per i canti XV, XVI e XVII, che raffigurano la punizione di coloro che hanno peccato con la violenza contro Dio, la natura e l'arte.
Botticelli usa tredici disegni per illustrare l'ottavo cerchio dell'Inferno, raffigurando dieci abissi che Dante e Virgilio scendono attraverso una cresta.